# Sklavenitis
Sklavenitis — крупнейшая сеть греческих супермаркетов.

## История
Компания была основана в 1954 году Яннисом Склавенитисом, Спиросом Склавенитисом и Милтиадисом Пападопулосом. Первый супермаркет открылся в 1969 году в Афинах.
В 2007 году сеть начала своё расширение путём приобретения 18 магазинов Papageorgiou. В 2010 году были приобретены 8 магазинов сети Atlantic. В 2013 году компания приобретает 4 магазина у компании Doukas. В 2017 году были поглощены магазины сети Marinopoulos, после чего Sklavenitis стал крупнейшей сетью супермаркетов в Греции.
Компании принадлежат 497 магазинов в Греции и на Кипре. Из них 445 под брендом «Sklavenitis», 13 под брендом «The Mart» и 39 под брендом «Chalkiadakis»